# Ada Isabel Maddison
Ada Isabel Maddison   (Cumberland, 13 d'abril de 1869 - Wayne, 22 d'octubre de 1950) va ser una matemàtica britànica més coneguda pel seu treball sobre equacions diferencials. Va estar entre les primeres dones graduades a Cambridge.

## Educació
Isabel Maddison va ingressar a l'University College de Cardiff el 1885. Se li va adjudicar una Beca de Clothworker Guild per estudiar al Girton College, Cambridge, on va matricular-se el 1889. Una estudiant que es va matricular a Girton al mateix temps que Maddison va ser Grace Chisholm. Maddison va assistir a conferències a Cambridge impartides per Cayley, Whitehead i Young. El 1892, Maddison va aprovar l'examen de Cambridge Mathematical Tripos amb un títol de primera classe, equivalent al vint-i-setè Wrangler, però no tenia permís per rebre un títol, ja que, en aquell moment, les dones no podien rebre oficialment un títol a Cambridge. En canvi, el 1893 va obtenir el títol de llicenciada en ciències amb honors de la Universitat de Londres. La seva col·lega, Grace Chisholm, també va obtenir un títol de primera classe en els mateixos exàmens de Matemàtiques.
En completar els seus estudis a Cambridge, Maddison va obtenir una beca que li va permetre passar l'any 1892-93 al Bryn Mawr College. Allí va emprendre investigacions sota la direcció de Charlotte Scott, la primera dona a obtenir un títol de primera classe a Cambridge (el 1880). Maddison va ser guardonada amb la beca de matemàtiques residents, i després la Beca Europea Mary E. Garrett per estudiar a l'estranger. Va utilitzar aquesta última per estudiar a la Universitat de Göttingen,i on es va trobar de nou Grace Chisholm, que estudiava pel seu doctorat sota la supervisió de Felix Klein. Durant el seu any a Göttingen, el curs acadèmic 1893-1894, va assistir a conferències de Felix Klein i David Hilbert, i va participar plenament en l'emocionant ambient matemàtic del departament. Just abans d'això, en 1893, Maddison es va sotmetre als exàmens externs de la Universitat de Londres, i com a resultat va obtenir un BSc amb Honors. Va rebre el seu doctorat per Bryn Mawr el 1896.

## Carrera i vida posterior
El 1895, Maddison va tornar a Bryn Mawr College per ocupar el càrrec d'assistent del Degà del col·legi, M. Carey Thomas. Fins a 1902, M. Carey Thomas va ocupar tant la posició de degà com de president, per la qual cosa Maddison va tenir una vida ocupada com a ajudant. Va ser una posició que va assumir gran part del seu temps que no va poder continuar amb la investigació matemàtica, però va completar el seu doctorat sota la supervisió de Scott.
Va obtenir un doctorat el 1896 per la seva tesi On Singular Solutions of Differential Equations of the First Order in Two Variables and the Geometrical Properties of Certain Invariants and Covariants of Their Complete Primitives (Sobre Solucions Singulars d'Equacions Diferencials del Primer Ordre en Dues Variables i Propietats Geomètriques de Certs Invariants i Covariants de les seves Primitives Completes) i el mateix any va ser nomenada Lectora de Matemàtiques al Bryn Mawr. El seu article On certain factors of c- and p-discriminants and their relations to fixed points in the family of curves (Sobre determinats factors de la c i p-discriminants i les seves relacions amb els punts fixos de la família de corbes) que va publicar al Journal of Pure and Applied Mathematics es va basar en la seva tesi doctoral i va rebre el Premi Gambel.
El 1904 fou nomenada professora adjunta i assistent del president. Va elaborar un ampli catàleg de cursos universitaris obert a dones en aquell moment a les universitats britàniques i canadenques. El 1897, va ser elegida membre de la Societat Americana de Matemàtiques i membre de la Societat Matemàtica de Londres. També va ser membre de les Filles de l'Imperi Britànic. Maddison va romandre a Bryn Mawr fins que es va retirar el 1926.
Després que Maddison es va retirar, va tornar a Anglaterra durant un temps, però més tard va tornar a Pennsilvània, on va dedicar temps a escriure poesia en comptes de matemàtiques. En el seu testament va donar una gran suma de diners en la memòria de M. Carey Thomas, que va morir el 1935, per ser utilitzat com a fons de pensions per a membres del personal no facultatiu de Bryn Mawr.